# Klinische Volumina

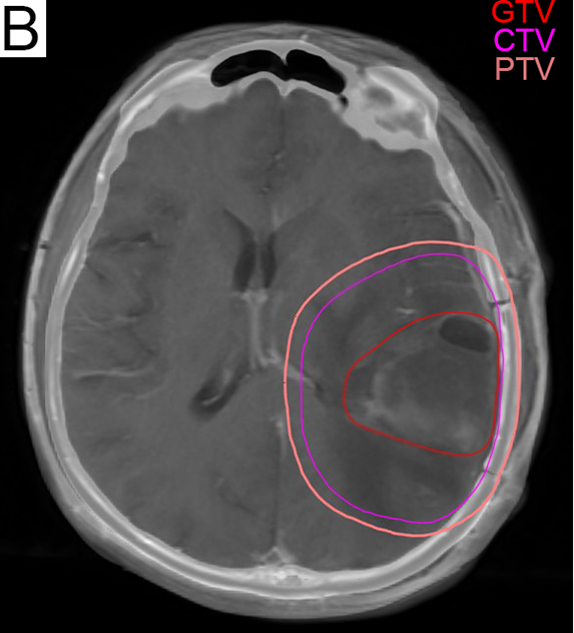
Klinische Volumina bei einem Glioblastom. Von innen nach außen: GTV, CTV, PTV

Als Klinische Volumina bezeichnet man in der Strahlentherapie definierte Volumina, die im Rahmen einer Bestrahlungsplanung festgelegt werden. Die Begriffe wurden durch den ICRU-Report 50 eingeführt und in den deutschen Normen DIN 6814-8 und DIN 6827-1 übernommen.
Bei der Behandlung maligner Erkrankungen werden folgende Bereiche unterschieden:
- Das makroskopische Tumorvolumen (Gross Tumor Volume – GTV) bezeichnet das durch Diagnostik sichtbare Volumen
- Das klinische Zielvolumen (Clinical Target Volume – CTV) ist ein zusammenhängender Bereich, das zusätzlich zum makroskopischen Tumorvolumen Bereiche mit einbezieht, in denen proliferierende Tumorzellen vermutet werden (Tumorausbreitungsgebiet).
- Das Planungs-Zielvolumen (Planning Target Volume – PTV), manchmal auch nur Zielvolumen genannt, berücksichtigt in der Regel durch Zugabe eines Sicherheitssaumes räumliche Lageverschiebungen des klinischen Zielvolumens, z. B. durch Atmung oder Peristaltik, aber auch die beschränkte Genauigkeit in der Reproduktion der Lagerung des Patienten bei fraktionierter Strahlentherapie.
- Das Behandelte Volumen (Treated Volume – TV) bezeichnet das Volumen, das von einer festgelegten Isodosenfläche begrenzt wird, auf der die Energiedosis als ausreichend für das Erreichen des Behandlungsziels angesehen wird.
- Das Bestrahlte Volumen (Irradiated Volume – IV) bezeichnet das Volumen, das als Nebenprodukt der Strahlentherapie ungewollt ebenfalls Strahlung ausgesetzt wird.

Die Unterschiede zwischen klinischem Zielvolumen und Planungszielvolumen hängen damit nicht nur von dem bestrahlten Organ ab, sondern zusätzlich von der Qualität einer reproduzierbaren Lagerung des Patienten, sowie der Proliferationsgeschwindigkeit des Tumors.
Da in der Brachytherapie die Strahlenquelle direkt an oder in das klinische Zielvolumen eingebracht wird, sind hier meist klinisches Zielvolumen und Planungszielvolumen identisch.